# Hexatoma dysantes
Hexatoma dysantes är en tvåvingeart som beskrevs av Alexander 1951. Hexatoma dysantes ingår i släktet Hexatoma och familjen småharkrankar.
Artens utbredningsområde är Madagaskar. Inga underarter finns listade i Catalogue of Life.